# Rudolf Schoulz
Rudolf Schoulz (* 1820 in Illowo, Kreis Neidenburg, Provinz Ostpreußen; † 11. Mai 1893 in Oppeln, Kreis Oppeln, Schlesien) war ein preußischer Verwaltungsjurist und  Landrat.

## Leben
Schoulz wurde als Sohn eines Rittergutsbesitzers und dessen Ehefrau, geb. Gerlach, geboren.
Er wirkte als Regierungsassessor in Bromberg ab 1851 kommissarisch in mehreren Aufgaben, u. a. als Landrat in Wongrowiec (1850–1851). 1853 wechselte er in die Direktion der Preußischen Ostbahn. 1854 war er in der Regierung in Liegnitz und dann wieder in Bromberg tätig. 1861 bis 1862 wirkte Schoulz als kommissarischer Landrat in Wirsitz. Ab 1863 war er in der Regierung von Oppeln tätig und wurde 1878 Verwaltungsgerichtsdirektor in Oppeln. Im Jahr 1891 ging er in Pension und wurde mit dem Roten Adlerorden, II. Klasse ausgezeichnet.
Schoulz starb 1893 im Alter von 72 Jahren. Er war seit dem 23. April 1863 mit Lucie Ottilie Henriette (* 1845 in Neidenburg) verheiratet, einer Tochter des Landrats und Reichstagsabgeordneten Alexander von Lavergne-Peguilhen.